# Minimes – Claude-Nougaro (métro de Toulouse)
Pour les articles homonymes, voir Minimes.
Minimes – Claude-Nougaro est une station de la ligne B du métro de Toulouse. Elle est située dans le quartier des Minimes, au nord de Toulouse.

## Situation sur le réseau
Minimes-Claude-Nougaro est située sur la ligne B du métro de Toulouse, entre les stations Barrière-de-Paris au nord et Canal-du-Midi au sud.

## Histoire
Lors de son inauguration le 30 juin 2007, cette station était équipée d'un quai à 10 portes qui ne lui permettait que de recevoir des rames à 2 voitures. Son nom fait référence au célèbre chanteur toulousain Claude Nougaro et au quartier où il a grandi et où se situe la station, Les Minimes.
En 2016, la station a enregistré 1 343 276 validations. En 2018, 1 448 956 voyageurs sont entrés dans la station, ce qui en fait la 30ème station la plus fréquentée sur 37 en nombre de validations.

## Services aux voyageurs

### Accès et accueil
La station comporte deux accès, situés face-à-face le long de l'avenue des Minimes. Elle est équipée de guichets automatiques pour permettre l'achat des titres de transports.

installations
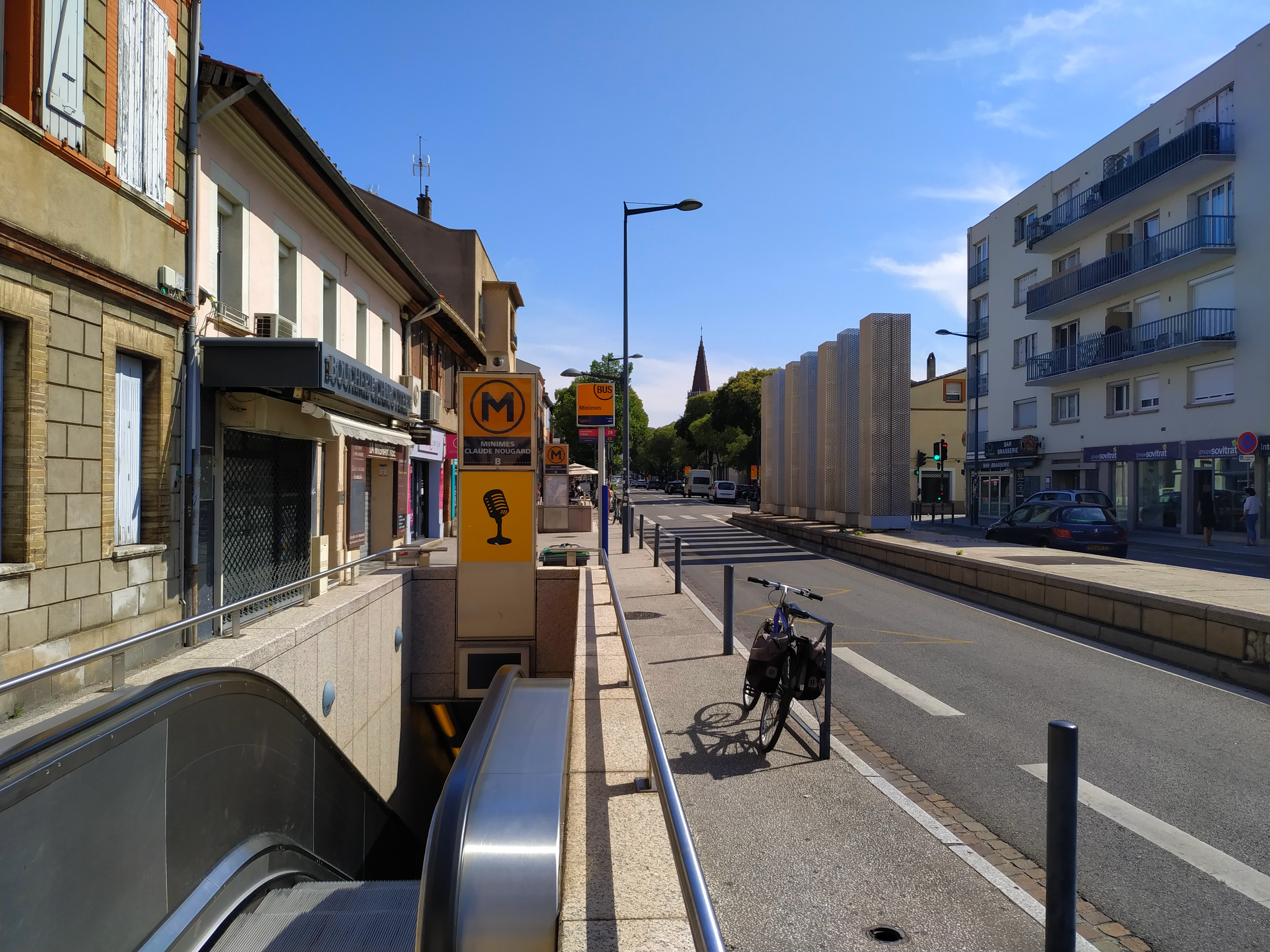
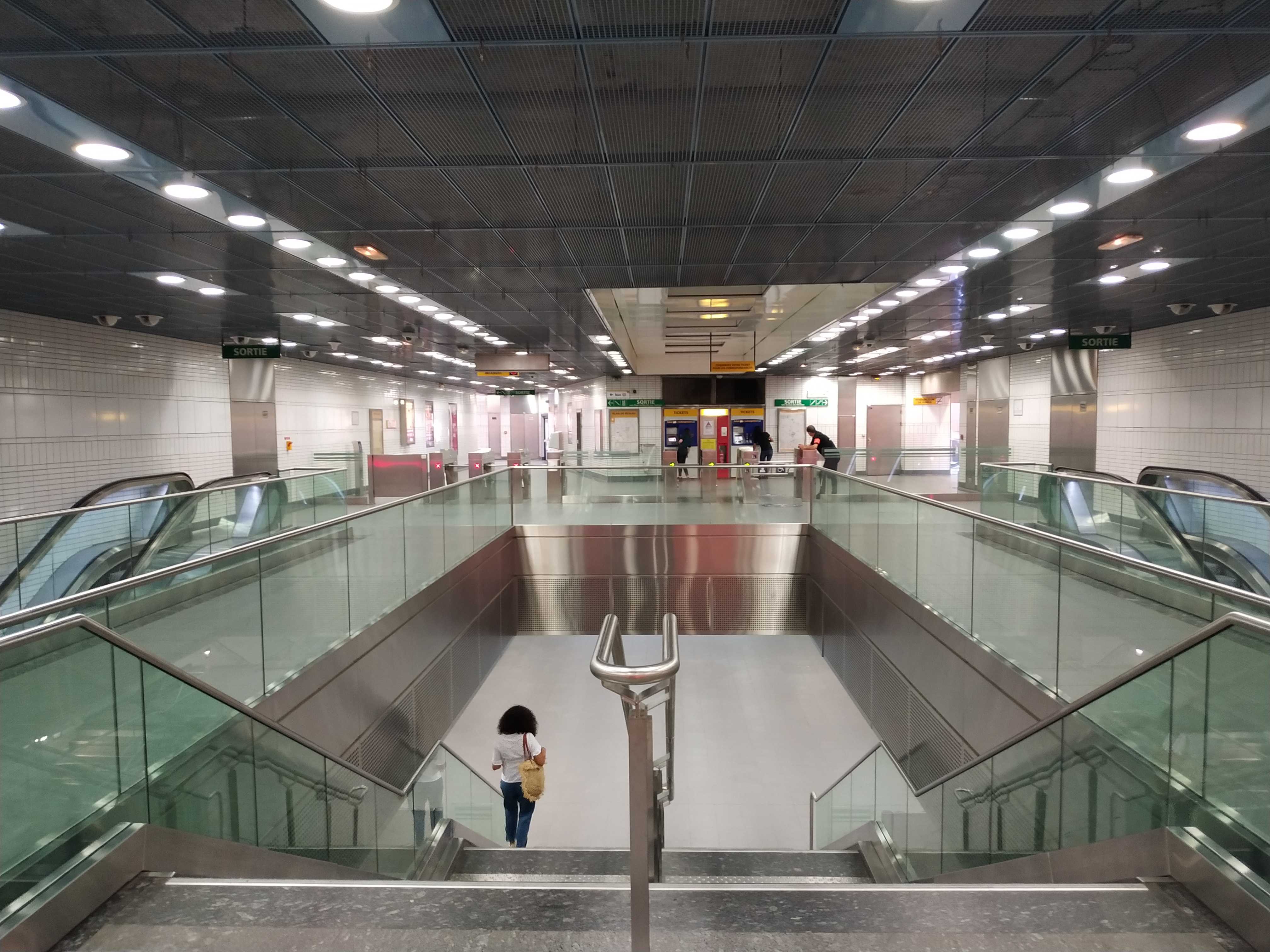
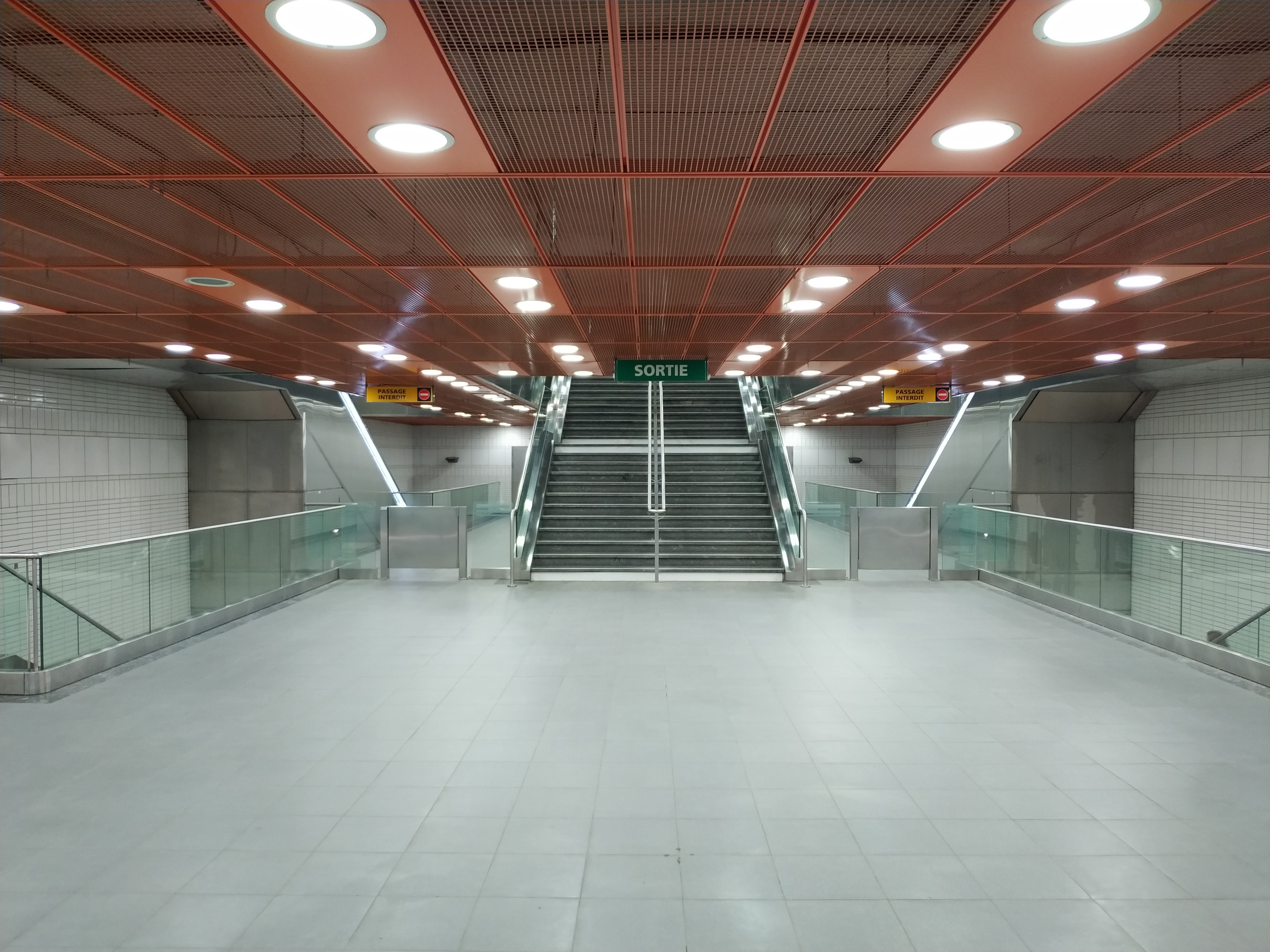

### Desserte
Comme sur le reste du métro toulousain, le premier départ des terminus (Borderouge et Ramonville) est à 5h15, le dernier départ est à 0h du dimanche au jeudi et à 3h le vendredi et samedi.

Installations
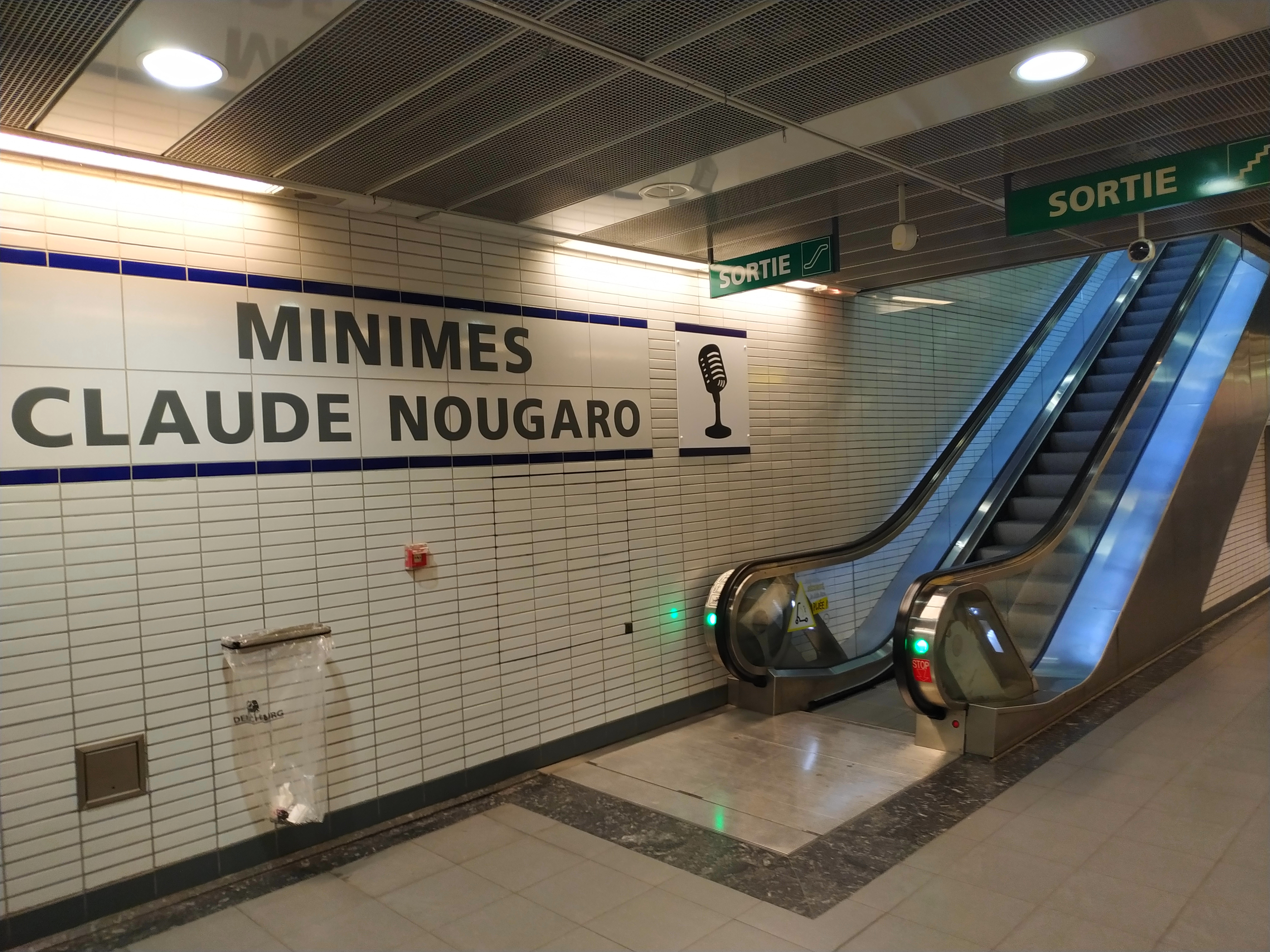
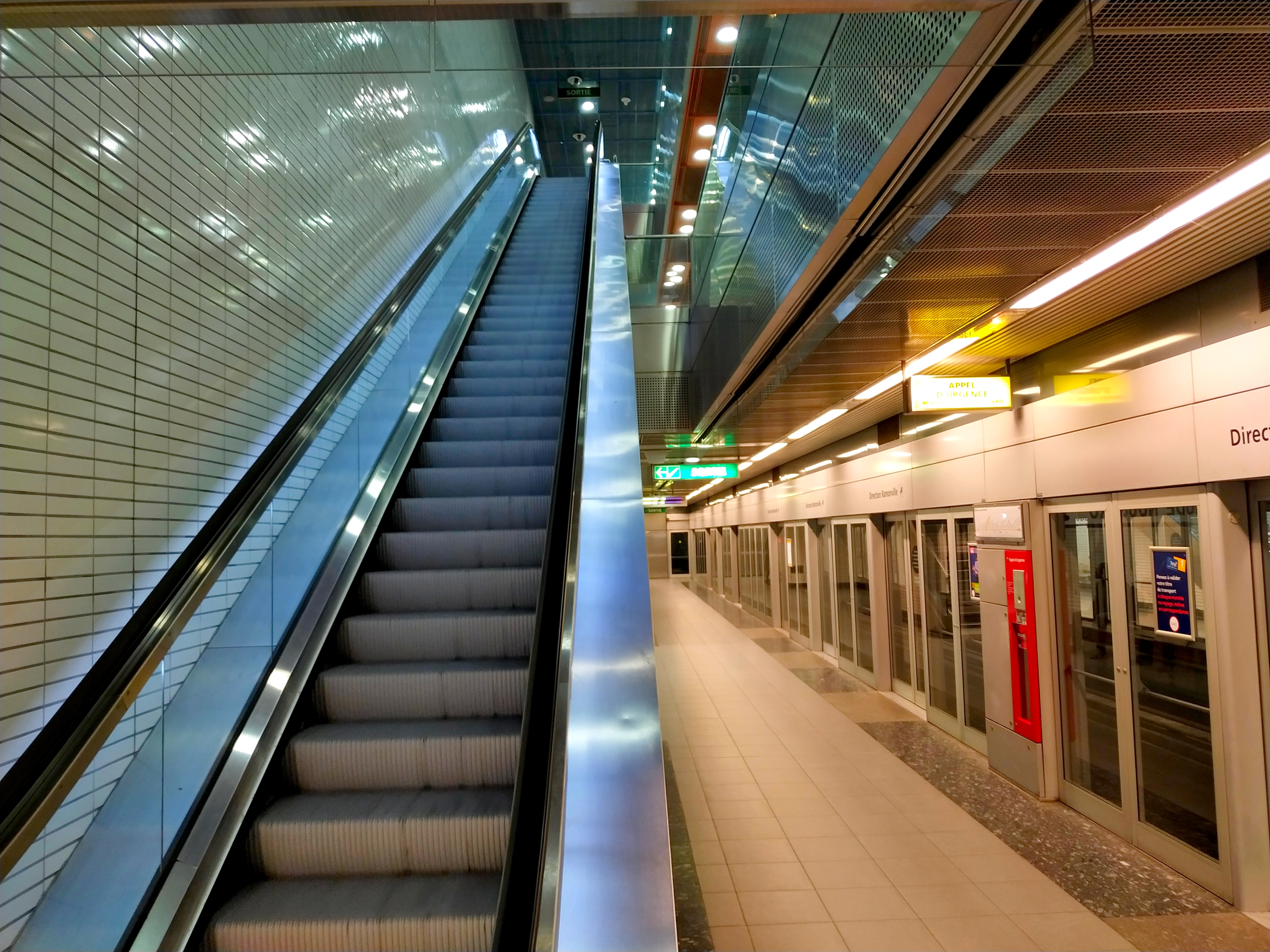

### Intermodalité
La station est desservie par la ligne 29 du réseau Tisséo.

## L'art dans la station
Œuvre réalisée par Olivier Mosset et Damien Aspe. L'œuvre consiste à superposer un pastel rouge et bleu au niveau de la mezzanine de la station.

## A proximité
- Groupe scolaire Claude Nougaro
- Église des Minimes
- Stations VélôToulouse Station n° 133, 71 AV DES MINIMES